# Perel (Musikerin)
Perel (geboren 30. September in Thalheim, bürgerlich Annegret Fiedler) ist eine deutsche Sängerin, Produzentin und DJ.
Der Name Perel (Afrikaans für Perle, Teil der Bedeutung des Vornamens Annegret – holde Perle) markiert für Annegret den Beginn einer neuen Schaffensphase mit Soloaktivitäten. Ausgehend von ihrer frühen Liebe zu Synthie-Pop und New Wave, verbrachte Perel einen Großteil der 2010er Jahre damit, ihren Sound zu formen.

## Biographie
Im Alter von acht Jahren fing Annegret Fiedler am Klavier ihrer Großmutter an, Songs zu schreiben. Inspiriert wurde sie unter anderem von der Androgynität und dem Minimalismus von Annie Lennox, der Verspieltheit von Kraftwerk und der Melancholie von The Cure.
Fiedler zog zum Studieren nach Halle, wo sie aufgrund der zahlreichen illegalen Partys in leerstehenden Gebäuden tiefer in die Clubkultur eintauchte und ihre Zeit zwischen den Universitätskursen damit verbrachte, auf Warehouse-Raves zu tanzen und mit lokalen Bands zu singen.
2010 zog Fiedler nach Berlin, entfernte sich zusehends von vorherigen musikalischen Vorlieben und tauchte letztendlich in die House-Szene ein. Bald folgten unter dem Pseudonym Annek erste DJ-Sets.
2014 nahm sie die Rolle der Perel an, schrieb, produzierte und sang Solomaterial für Labels wie O*RS, Permanent Vacation, Correspondant und Uncanny Valley. 2014 veröffentlichte Perel mit Body Talk ihren ersten House-Track. Nach einer Phase der Neuausrichtung fand Fiedler mit ihrem 2016 erschienenen EP Amin schließlich zu ihrem heutigen Stil. Ihr Faible für die Musik der 1980er-Jahre findet sich nicht nur in ihrem Album Hermetica wieder, das 2018 auf dem New Yorker Label DFA Records erschienen ist. Sie trat auch international als Live-Act und DJ auf, von Techno-Clubs bis hin zu großen Stadtfestivals in Europa.

## Diskographie
Alben
- 2018: Hermetica (DFA)
- 2022: Jesus was An Alien (Kompakt)

Singles
- 2014: Perel Feat. Abba Lang - BodyTalk - SuperSingle (O*RS)
- 2016: Charles Manson (12") (DNS002)
- 2017: Die Dimension — Perel (DFA)
- 2018: Alles (Radio Edit) (Kompakt)
- 2018: Remixes — Perel Remixes (5xFile, MP3, EP, 320) (DFA)
- 2018: Curses* Featuring Perel - Gold & Silber (12", EP) (Dischi Autunno)
- 2019: Karlsson (Uncanny Valley)
- 2021: Star (Running Back)
- 2022: Real (Kompakt)
- 2022: Perel, Marie Davidson - Jesus Was An Alien (Kompakt)

DJ Mixes
- 2017: DFA Records 2017 Megamix

Miscellaneous
- 2022: Perel & Matrixxman - Kill The System (Matrixxman Remix) (Kompakt)